# Großnaundorf
Großnaundorf je obec v německé spolkové zemi Sasko. Nachází se v zemském okrese Budyšín. Je součástí správního společenství Pulsnitz a má 924 obyvatel.

## Geografie a doprava
Obec se nachází asi 25 kilometrů severovýchodně od saského hlavního města Drážďan a 7 kilometrů severozápadně od města Pulsnitz. Jižně od obce vede spolková dálnice 4, na kterou se lze dostat přes nájezd ve městě Pulsnitz. Obec leží v kopcích západní Lužické pahorkatiny na úpatí kopce Keulenberg. Vrcholy kopců jsou většinou zalesněné.

## Historie
Obec je poprvé zmíněna v roce 1309 jako Nuwendorf. Název pochází ze středohornoněmeckého nūwe, což znamená „nový“. Pro odlišení od podobně pojmenovaných lokalit tedy současný místní název označuje „velkou novou vesnici“.